# Оксид германия(IV)
Окси́д герма́ния(IV) (диоксид германия, двуокись германия) представляет собой бинарное неорганическое химическое соединение германия с кислородом, является амфотерным оксидом. Химическая формула GeO2.

## Структура
Формы диоксида германия схожи с диоксидом кремния. Вещество существует в виде двух кристаллических модификаций и одной аморфной:
1. Гексагональный α-GeO2 (α-кварцеподобная фаза) легкорастворимая модификация, германий имеет координационное число 4, пространственная группа P3121 или P3221, параметры элементарной ячейки: a = 0,4972 нм, c = 0,5648 нм, Z = 3, d20 = 4,29-4,703 г/см³(в зависимости от источника);
2. Тетрагональный  β-GeO2 (рутилоподобная фаза, минеральная форма — аргутит (англ. argutite)) имеет структуру типа SnO2, имеет структуру схожу со структурой стишовита (полиморфная модификация SiO2, стабильна при комнатной температура, имеет координационное число 6, параметры элементарной ячейки: а = 0,4395 нм, с = 0,2860 нм, d20 = 6,24-6,28 г/см³ (в зависимости от источника). Под высоким давлением переходит в ромбическую форму, структура типа CaCl2[2];
3. Аморфный GeO2 похож на кварцевое стекло, растворяется в воде. (а = 0,4987 нм, с = 0,5652 нм; состоит из слегка искажённых тетраэдров с атомом германия в центре)[3].

Тетрагональный диоксид германия при 1033°C переходит в гексагональную форму. ΔHα → β = 21,6 кДж/моль.
| Показатель         | Кристаллическая модификация | Кристаллическая модификация | Стеклообразный GeO2  |
| Показатель         | α                           | β                           | Стеклообразный GeO2  |
| T.пл., °C          | 1086                        | 1115                        | —                    |
| Плотн., г/см³      | 6,277                       | 4,28                        | 3,667                |
| ТКЛР, K−1          | 5,36⋅10−5 (298—698 K)       | 9,5⋅10−6 (298—798 K)        | 7,5⋅10−6 (298—698 K) |
| ΔHпл., кДж/моль    | 21,1                        | 17,6                        | —                    |
| S°298, Дж/(моль·К) | 39,71                       | 55,27                       | 69,77                |
| С°p, Дж/(моль·К)   | 50,17                       | 52,09                       | 53                   |
| ΔHобр., кДж/моль   | -580,15                     | -554,71                     | -539,00              |

## Получение
Получают двуокись германия гидролизом GeCl4 с последующей просушкой и кальцинацией осадка при 900°C. При этом обычно образуется смесь аморфного и гексагонального GeO2:
{\displaystyle {\mathsf {GeCl_{4}+H_{2}O\longrightarrow {\mathit {m}}GeO_{2}\cdot {\mathit {n}}H_{2}O+4HCl\uparrow {\xrightarrow {900~^{\circ }{\text{C}}}}GeO_{2}+H_{2}O\uparrow }}.}
При температуре выше 700°C германий реагирует с кислородом, образуя диоксид.
{\displaystyle {\mathsf {Ge+O_{2}{\xrightarrow {>700~^{\circ }{\text{C}}}}GeO_{2}}}.}
Гидролизом сульфида германия(IV) в кипящей воде:
{\displaystyle {\mathsf {GeS_{2}+2H_{2}O{\xrightarrow {100~^{\circ }{\text{C}}}}GeO_{2}\downarrow +2H_{2}S\uparrow }}.}
Растворяя германий в разбавленной азотной кислоте:
{\displaystyle {\mathsf {Ge+4HNO_{3}\longrightarrow GeO_{2}\downarrow +4NO_{2}\uparrow +2H_{2}O}}.}
Окислением сульфида германия(II) концентрированной горячей азотной кислотой:
{\displaystyle {\mathsf {GeS+10HNO_{3}\longrightarrow GeO_{2}\downarrow +H_{2}SO_{4}+10NO_{2}\uparrow +4H_{2}O}}.}
Гидролизом или окислением германоводородов:
{\displaystyle {\mathsf {GeH_{4}+2H_{2}O{\xrightarrow {~T~}}GeO_{2}\downarrow +4H_{2}\uparrow }},}
{\displaystyle {\mathsf {GeH_{4}+2O_{2}{\xrightarrow {200~^{\circ }{\text{C}}}}GeO_{2}+2H_{2}O}}.}
Вытеснением из германатов разбавленной азотной кислотой:
{\displaystyle {\mathsf {Na_{2}GeO_{3}+2HNO_{3}\longrightarrow GeO_{2}\downarrow +2NaNO_{3}+H_{2}O}}.}

## Химические свойства
α-GeO2 и аморфный GeO2 химически более инертны, поэтому химические свойства обычно описывают для β-GeO2.
Нагревание диоксида германия при температуре 1000°C дает оксид германия (GeO):
{\displaystyle {\mathsf {2GeO_{2}\rightleftarrows 2GeO+O_{2}}}.}
Восстанавливается водородом и углеродом до металлического германия при нагревании:
{\displaystyle {\mathsf {GeO_{2}+2H_{2}{\xrightarrow {600~^{\circ }{\text{C}}}}Ge+2H_{2}O}},}
{\displaystyle {\mathsf {GeO_{2}+C{\xrightarrow {500{-}600~^{\circ }{\text{C}}}}Ge+CO_{2}}}.}
Диоксид германия растворяется в воде, образуя слабую метагерманиевую кислоту:
{\displaystyle {\mathsf {GeO_{2}+H_{2}O\longrightarrow H_{2}GeO_{3}}}.}
{\displaystyle {\mathsf {H_{2}GeO_{3}+H_{2}O\rightleftarrows HGeO_{3}^{-}+H_{3}O^{+}}};\quad pK=8{,}73,}
{\displaystyle {\mathsf {HGeO_{3}^{-}+H_{2}O\rightleftarrows GeO_{3}^{2-}+H_{3}O^{+}}};\quad pK=12{,}72.}
Растворяется в щелочах, с разбавленными образует соли метагерманиевой кислоты, с концентрированными — ортогерманиевой:
{\displaystyle {\mathsf {GeO_{2}+2NaOH{\xrightarrow {<20\,\%}}Na_{2}GeO_{3}+H_{2}O}},}
{\displaystyle {\mathsf {GeO_{2}+2NaOH+2H_{2}O{\xrightarrow {>20\,\%}}Na_{2}[Ge(OH)_{6}]}}.}
Темно-серый нитрид германия (Ge3N4) может быть получен действием NH3 на металлический германий (или GeO2) при 700°C:
{\displaystyle {\mathsf {4NH_{3}+3GeO_{2}{\xrightarrow {700~^{\circ }{\text{C}}}}Ge_{3}N_{4}+6H_{2}O}}.}
Взаимодействует с галогеноводородами:
{\displaystyle {\mathsf {GeO_{2}+4HCl{\xrightarrow {450~^{\circ }{\text{C}}}}GeCl_{4}+2H_{2}O}}.}
При нагревании разрушает соли более слабых кислот с образованием германатов:
{\displaystyle {\mathsf {GeO_{2}+Na_{2}CO_{3}{\xrightarrow {1200~^{\circ }{\text{C}}}}Na_{2}GeO_{3}+CO_{2}}}.}
С окислами щелочных металлов, в зависимости от их количества, образует различные германаты:
{\displaystyle {\mathsf {GeO_{2}+{\mathit {x}}~Na_{2}O{\xrightarrow {1000~^{\circ }{\text{C}}}}Na_{2}GeO_{3},Na_{6}GeO_{5},Na_{4}GeO_{4}}}.}

## Применение
Диоксид германия является промежуточным продуктом при производстве чистого германия и его соединений.
Диоксид германия имеет показатель преломления ~1,7, что позволяет использовать его в качестве оптического материала для широкоугольных объективов и в линзах объективов оптических микроскопов. Прозрачен в инфракрасном диапазоне спектра.
Смесь диоксида кремния и диоксида германия используется в качестве материала для оптических волокон. Изменение соотношения компонентов позволяет точно управлять преломлением света. Диоксид германия позволяет заменить диоксид титана в качестве легирующей примеси, что исключает необходимость в последующей термической обработке, которая делает волокно хрупким.
Диоксид германия также используется в качестве катализатора при производстве полиэтилентерефталевой смолы.
Используется в качестве сырья для производства некоторых люминофоров и полупроводниковых материалов.
В гистохимии используется для выявления многоатомных спиртов. Метод основан на способности германиевой кислоты образовывать сложные соединения с многоатомными спиртами(глицерин, маннит, глюкоза и др.). При обработке нефиксированных срезов диоксидом германия в щелочной среде образуются германиевые комплексы, которые выявляют 2,3,7-тригидрокси-9-фенилфлуореноном-6.

## Токсичность
Диоксид германия имеет низкую токсичность, при высоких дозах проявляет нефротоксичность. Диоксид германия используется в некоторых БАДах.